# Onezym (Pyłajew)
Onezym, imię świeckie Michaił Władimirowicz Pyłajew (ur. 9 maja 1876 w Kui, zm. 27 lutego 1937 lub 1938) – rosyjski biskup prawosławny, święty nowomęczennik.

## Życiorys
Ukończył seminarium duchowne w Nowogrodzie w 1896, na kapłana został wyświęcony sześć lat później jako mężczyzna żonaty. Następnie przez czternaście lat był kapelanem pułkowym w armii rosyjskiej, w nieznanym roku otrzymał godność protoprezbitera. Podczas rosyjskiej wojny domowej, w latach 1918-1919, służył w Armii Czerwonej. Do 1925 powrócił do służby kapłańskiej; w wymienionym roku był związany z parafią Trójcy Świętej w Niżnym Nowogrodzie. 13 marca 1926 złożył wieczyste śluby mnisze, przyjmując imię zakonne Onezym. Dwa dni później metropolita niżnonowogrodzki Sergiusz w asyście biskupów perejasławskiego Damiana i wasilsurskiego Makarego. Został wówczas wikariuszem eparchii niżnonowogrodzkiej z godnością biskupa krasnobakińskiego. Już w kolejnym miesiącu został ordynariuszem eparchii sarapulskiej i wotkińskiej, ze stałym miejscem pobytu w Wotkińsku. W czerwcu 1928 został po raz pierwszy aresztowany i skazany na trzy lata łagru. Odbywał ją w obozie urządzonym w dawnym Monasterze Sołowieckim.
Duchowny odbył całość kary. W 1933 objął zarząd eparchii tulskiej i bielowskiej. Służył w cerkwi św. Eliasza w Tule. Udzielał pomocy aresztowanym i zesłanym duchownym oraz ich rodzinom, kierował na parafie duchownych powracających z miejsc odosobnienia, wyznaczając im miejsca służby w eparchii tulskiej lub w innych administraturach, potajemnie udzielał postrzyżyn mniszych. Pozostawał w bliskich kontaktach z biskupami Borysem (Szypulinem) i Ignacym (Sadkowskim), którzy razem z nim przebywali w łagrze na Sołowkach.
W grudniu 1935 został aresztowany razem z 26 innymi osobami, głównie duchownymi. Oskarżono go o kierowanie kontrrewolucyjną grupą cerkiewną i prowadzenie kontrrewolucyjnej agitacji. Został skazany na pięć lat zesłania razem z dwunastoma innymi oskarżonymi. Karę odbywał w Kargopolu i tam w 1937 lub 1938 został po raz trzeci aresztowany pod zarzutem udziału w nielegalnych nabożeństwach, dalszego prowadzenia agitacji kontrrewolucyjnej i próby utworzenia kontrrewolucyjnej grupy złożonej z duchownych. Skazany na karę śmierci, został stracony w lutym 1937 lub 1938.
Zrehabilitowany w 1989, w 2000 został zaliczony do Soboru Świętych Nowomęczenników i Wyznawców Rosyjskich.